# 狭叶冬青
狭叶冬青（学名：Ilex fargesii）为冬青科冬青属的植物，是中国的特有植物。分布于中国大陆的湖北、四川、陕西、甘肃等地，生长于海拔1,600米至3,000米的地区，一般生长在山地林中和山坡灌丛中，目前已由人工引种栽培。

## 别名
法氏冬青（峨眉植物图志），城口冬青（秦岭植物志）

## 异名
- Ilex fargesii Franch. var. angustifolia C. Y. Chang